# E.R.R.O.R.
E.R.R.O.R. је песма коју пева Ђогани, српска група. Песма је објављена 2017. године.

## Текст и мелодија
Песма E.R.R.O.R. је ауторско дело, чији је текст написала Косана С. Сам назив песме је стилизовани акроним енглеске речи error, што значи грешка.
Музику и аранжман за песму радио је Немања Антонић (музику реп дела и Ђорђе Ђогани).

## Спот
NNMEDIA је урадио спот за песму. На Јутјуб је отпремљен 27. септембра 2017. године, када је и аудио објављен на Саундклауду.